# Damville
Damville is een plaats en voormalige gemeente in het Franse departement Eure (regio Normandië) en telt 2017 inwoners (1999). De plaats maakt deel uit van het arrondissement Évreux. Damville is op 1 januari 2016 gefuseerd met de gemeenten Condé-sur-Iton, Gouville, Manthelon, Le Roncenay-Authenay en Le Sacq tot de gemeente Mesnils-sur-Iton.

## Geografie
De oppervlakte van Damville bedraagt 11,7 km², de bevolkingsdichtheid is 172,4 inwoners per km².
De onderstaande kaart toont de ligging van Damville met de belangrijkste infrastructuur en aangrenzende gemeenten.

## Demografie
Onderstaande figuur toont het verloop van het inwonertal (bron: INSEE-tellingen).

## Geboren in Damville
- Jacques Villon (1875–1963), kunstschilder
- Raymond Duchamp-Villon (1876-1918), beeldhouwer